# 第1輸送ヘリコプター群
第1輸送ヘリコプター群（だいいちゆそうヘリコプターぐん、JGSDF 1st Transportation Helicopter Group）は、陸上自衛隊木更津駐屯地（千葉県木更津市）に駐屯する第1ヘリコプター団隷下の航空科（輸送ヘリコプター）部隊である。

## 概要
第1ヘリコプター団の改編に伴い、第1ヘリコプター隊、第2ヘリコプター隊を廃止し、これを基幹として新たにCH-47J/JAを装備する第103飛行隊から第106飛行隊の4個飛行隊編成の群が2008年（平成20年）3月26日に新編された。編成時点で各飛行隊に8機ずつ、計32機のCH-47JまたはCH-47JA輸送ヘリコプターを装備する。

## 沿革
- 2008年（平成20年）3月26日：第1輸送ヘリコプター群が木更津駐屯地に新編。

1. 第1輸送ヘリコプター群隷下に第103飛行隊（CH-47J/JA装備）が木更津駐屯地に新編。
2. 第1輸送ヘリコプター群隷下に第104飛行隊（CH-47J/JA装備）が木更津駐屯地に新編。
3. 第1輸送ヘリコプター群隷下に第105飛行隊（CH-47J/JA装備）が木更津駐屯地に新編。
4. 第1輸送ヘリコプター群隷下に第106飛行隊（CH-47J/JA装備）が木更津駐屯地に新編。

## 部隊編成
- 第1輸送ヘリコプター群本部
- 第1輸送ヘリコプター群本部付隊「ヘリ群-本」
- 第103飛行隊「103飛」（HGP III）：CH-47J/JA
- 第104飛行隊「104飛」（HGP IV）：CH-47J/JA
- 第105飛行隊「105飛」（HGP V）：CH-47J/JA
- 第106飛行隊「106飛」（HGP VI）：CH-47J/JA

## 整備支援部隊
- 第1ヘリコプター野整備隊「？」（木更津駐屯地）：2008年（平成20年）3月26日から

## 主要幹部
| 官職名                  | 階級    | 氏名       | 補職発令日     | 前職                                |
| ----------------------- | ------- | ---------- | -------------- | ----------------------------------- |
| 第1輸送ヘリコプター群長 | 1等陸佐 | 川宿田州成 | 2024年03月18日 | 統合幕僚学校教育課第1教官室学校教官 |

| 代 | 氏名       | 在職期間                        | 前職                                            | 後職                                  |
| -- | ---------- | ------------------------------- | ----------------------------------------------- | ------------------------------------- |
| 01 | 飯豊壽雄   | 2008年03月26日 - 2009年07月31日 | 第2ヘリコプター隊長                             | 中央即応集団司令部付                  |
| 02 | 大西正浩   | 2009年08月01日 - 2011年04月18日 | 陸上自衛隊航空学校主任教官                      | 陸上自衛隊航空学校第1教育部長         |
| 03 | 安井寛     | 2011年04月19日 - 2012年12月03日 | 陸上幕僚監部装備部航空機課 総括班長             | 陸上自衛隊研究本部主任研究開発官      |
| 04 | 更谷光二   | 2012年12月04日 - 2014年03月22日 | 陸上幕僚監部運用支援・情報部 情報課武官業務班長 | 陸上幕僚監部人事部人事計画課 服務室長 |
| 05 | 川崎誠二   | 2014年03月23日 - 2016年03月22日 | 陸上自衛隊研究本部主任研究開発官                | 東千歳駐屯地業務隊長                  |
| 06 | 池田孝一   | 2016年03月23日 - 2017年03月22日 | 陸上幕僚監部防衛部防衛課 業務計画班長           | 統合幕僚監部防衛計画部 防衛計画課付   |
| 07 | 鈴木力     | 2017年03月23日 - 2020年03月15日 | 中央管制気象隊長                                | 守山駐屯地業務隊長                    |
| 08 | 深水秀任   | 2020年03月16日 - 2022年07月31日 | 陸上総隊司令部日米共同部日米調整官              | 陸上幕僚監部装備計画部航空機課長      |
| 09 | 田代裕久   | 2022年08月01日 - 2024年03月17日 | 西部方面総監部総務部広報室長                    | 自衛隊静岡地方協力本部長              |
| 10 | 川宿田州成 | 2024年03月18日 -                | 統合幕僚学校教育課第1教官室 学校教官            |                                       |

## 主要装備
- CH-47J/JA
- 73式小型トラック / 1/2tトラック
- 73式中型トラック / 1 1/2tトラック
- 73式大型トラック  / 3 1/2tトラック
- 高機動車
- 3トン半水タンク車
- 3トン半燃料タンク車
- 10000リットル燃料タンク車
- スリングネット
- スリングベルト
- 野外支援車
- 野外炊具
- 1トン半救急車
- 89式5.56mm小銃
- 9mm拳銃
- 12.7mm重機関銃M2